# Fritz Straßmann
Friedrich Wilhelm „Fritz“ Straßmann (* 22. Februar 1902 in Boppard; † 22. April 1980 in Mainz) war ein deutscher Chemiker. Er ist einer der Entdecker der Kernspaltung.

## Ausbildung und Studium
Friedrich „Fritz“ Straßmann wurde am 22. Februar 1902 als neuntes und letztes Kind eines mittleren Gerichtsbeamten in Boppard geboren. Seine beiden Taufnamen „Friedrich Wilhelm“ (in der Kaiserzeit keine Seltenheit) gebrauchten seine Familie und er selbst nur im Scherz. Schon während seiner Schulzeit in Düsseldorf, wohin sein Vater 1907 versetzt wurde, interessierte er sich für Chemie; er studierte deshalb dieses Fach nach seinem Abitur (1920) an der Technischen Hochschule Hannover. Dort fand er auch Zugang zur Musikantengilde Hannover, erlernte das Violinspiel und begegnete in diesen musikalisch interessierten studentischen Freundeskreisen Maria Heckter und Irmgard Hartmann, seinen späteren Ehefrauen.
1929 beendete er sein Studium mit der Promotion zum Dr.-Ing. bei Hermann Braune mit der Arbeit: „Über die Beeinflussung der Sättigungsdampfkonzentration durch Anwesenheit komprimierter unidealer Gase (System I2 – CO2)“.

## Forschung am Kaiser-Wilhelm-Institut für Chemie

### Berlin
Straßmann blieb zunächst als Assistent bei seinem Doktorvater in Hannover. Als ihm jedoch im gleichen Jahr ein Stipendium der Notgemeinschaft der deutschen Wissenschaft für das Kaiser-Wilhelm-Institut (KWI) für Chemie in Berlin-Dahlem angeboten wurde, nahm er ohne Zögern an. Sein Gehalt war mit 180 Reichsmark zwar wesentlich geringer als an der Technischen Hochschule (400 Reichsmark), ihn reizte jedoch das neue Arbeitsgebiet, die Radiochemie, unter dem bekannten Chemiker Otto Hahn.
Er erlernte das Arbeiten mit radioaktiven Isotopen und deren Anwendung zur Aufklärung von Strukturveränderungen einzelner Substanzen sowie zur Altersbestimmung von Mineralien und Gesteinen. Dabei kamen ihm seine gründlichen Kenntnisse und Fähigkeiten in analytischer Chemie sehr zustatten. Sein Stipendium lief Ende 1932 aus, er durfte jedoch unbezahlt am KWI weiterarbeiten.
1934 wurde ihm eine Stelle in der chemischen Industrie angeboten, er lehnte jedoch ab, weil er hierzu in eine der nationalsozialistischen Berufsorganisationen hätte eintreten müssen; 1935 erhielt er schließlich eine Assistentenstelle am Institut.
1937 heiratete er die Chemikerin Dr.-Ing. Maria Heckter. Beider Sohn Martin wurde 1940 geboren.

#### Entdeckung der Kernspaltung

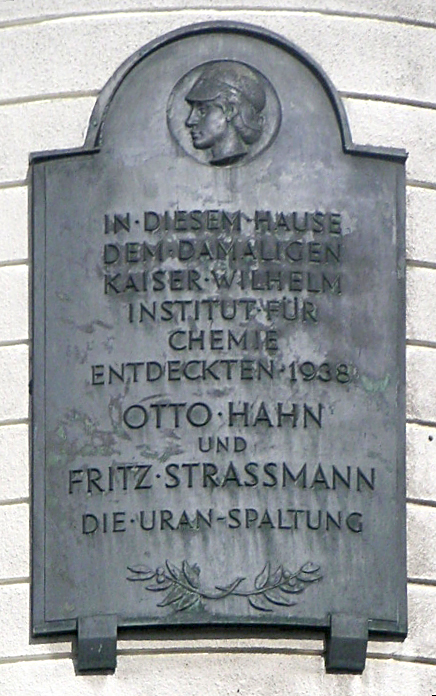
Gedenktafel zur Erinnerung an Fritz Straßmann und Otto Hahn am Otto-Hahn-Bau der Freien Universität Berlin

Im Herbst 1934 hatte Enrico Fermi die Ergebnisse seiner Bestrahlungsversuche von Uran und anderen chemischen Elementen mit Neutronen veröffentlicht. Er hatte dabei Kernumwandlungen beobachtet, die seiner Ansicht nach beim Uran zu Elementen mit einer größeren Ordnungszahl als der des Urans führten. Der chemische Nachweis für eine solche Umwandlung gelang Fermi und seinen Mitarbeitern allerdings nicht.
Dieses Problem wurde von Otto Hahn und Lise Meitner, der Leiterin der Physikalischen Abteilung des Kaiser-Wilhelm-Instituts (KWI), aufgegriffen und die Durchführung der dabei notwendigen chemischen Trennungen und Analysen Straßmann übertragen. Damit begann eine vierjährige Suche der Arbeitsgemeinschaft Hahn/Meitner/Straßmann nach Transuranen, die letztlich jedoch weniger zu neuen Erkenntnissen über Transurane, dafür aber zur Entdeckung der Kernspaltung des Urans führte.
Auf die Bemühungen von Hahn, Meitner und Straßmann im Hinblick auf Transurane verwiesen auch Irène Joliot-Curie und Paul Savitch, als sie im Juli 1938 ihre eigenen Forschungen in diesem Bereich  veröffentlichten; die beiden Pariser Forscher gingen davon aus, dass ein von ihnen entdeckter β−-Strahler mit einer Halbwertszeit von 3,5 Stunden, „die Kernladungszahl 93 hat und es sich bei den von Hahn, Meitner und Straßmann bisher gefundenen Transuranen um die Elemente 94 bis 97 handelt“.
Der chemische Nachweis der Kernspaltung des Urans gelang Hahn und Straßmann Ende 1938 durch die Identifizierung eines der Spaltprodukte, nämlich eines in der Natur nicht vorkommenden radioaktiven Bariumisotops. Die physikalische Deutung dieses für Chemiker und Kernphysiker gleichermaßen rätselhaften Vorgangs erfolgte einige Wochen später durch Lise Meitner (die Deutschland im Sommer 1938 verlassen hatte) und ihren Neffen Otto Frisch. Der Hergang dieser Ereignisse, an denen Hahn, Meitner und Straßmann gleichermaßen beteiligt waren, ist in dem Artikel über die Entdeckung der Kernspaltung ausführlich beschrieben.
Die weiteren Arbeiten Straßmanns von 1939 bis 1946 betrafen die Aufklärung der Spaltprodukte von Thorium und Uran sowie das Element 93. Auch in den Kriegsjahren wurden alle diese Forschungsergebnisse des KWI in allgemein zugänglichen Fachzeitschriften veröffentlicht.

### Tailfingen
Das KWI in Berlin wurde bei Luftangriffen im Frühjahr 1944 schwer beschädigt und deshalb nach Tailfingen (Württemberg) verlagert.
Ende April 1945 wurde Otto Hahn in Tailfingen, heute ein Stadtteil von Albstadt, von einer amerikanischen Spezialtruppe in Gewahrsam genommen und zusammen mit deutschen Wissenschaftlern aus anderen Instituten in Cambridge (England) interniert. Die kommissarische Leitung des Instituts übernahm deshalb der Physiker Josef Mattauch, der im Februar 1939 an das KWI gekommen war und dort eine massenspektrographische Abteilung aufgebaut hatte; Straßmann wurde die Leitung der radiochemischen Abteilung übertragen.
Im Juni 1945 erhielten die dort verbliebenen Wissenschaftler von einer französischen Kommission unter Frédéric Joliot-Curie die Zusage, ab sofort und uneingeschränkt wieder arbeiten zu können. Tailfingen lag zu dieser Zeit in der französischen Besatzungszone. Da die Laboratorien nur provisorisch in einer Textilfabrik untergebracht waren und sich das Fehlen eines engeren Kontakts mit einer Universität ungünstig bemerkbar machte, wurde bald darauf eine Verlagerung nach Tübingen erwogen; der hierfür vorgesehene Gebäudekomplex wurde allerdings nach dem Abschluss der Planungen von französischen Militärbehörden beschlagnahmt.

### Mainz
Joliot-Curie schlug deshalb im Mai 1946 als neuen Standort Mainz vor. Dort sollte die Universität Mainz neu gegründet werden, die durch die Nachbarschaft des Forschungsinstituts sicher eine Aufwertung erfahren würde. Straßmann führte im Juni 1946 in Mainz erste Vorgespräche mit dem Gründungsrektor der Universität.
Otto Hahn kehrte Anfang 1946 aus England zurück. Bereits während seines dortigen Aufenthalts war er zum Präsidenten der Kaiser-Wilhelm-Gesellschaft gewählt worden; er übernahm deshalb nicht mehr die Leitung des Kaiser-Wilhelm-Instituts für Chemie. Sein Nachfolger und erster Direktor am KWI wurde Josef Mattauch; Fritz Straßmann, der Leiter der radiochemischen Abteilung, wurde 1950 zum zweiten Direktor ernannt. Da Josef Mattauch in den Jahren 1946 bis 1951 wegen einer schweren Erkrankung fast ständig in der Schweiz lebte, musste Straßmann während dieser Zeit auch dessen Verpflichtungen (in Tailfingen und Mainz) mit übernehmen und somit den Neubau des KWI auf dem Universitätsgelände in Mainz leiten. Hinzu kam, dass er seit Juli 1946 an der Universität einen Lehrstuhl für Anorganische Chemie innehatte und auch hier mit großen Schwierigkeiten beim Aufbau der Laboratorien zu kämpfen hatte. Straßmann pendelte zwischen Tailfingen und Mainz hin und her; die französischen Behörden bewilligen ihm deshalb zum Jahresende 1947 den privaten Kauf eines PKW, der Umzug seiner Familie von Tailfingen nach Mainz gelang aber erst im Sommer 1949.
Das Kaiser-Wilhelm-Institut, das mittlerweile in Max-Planck-Institut für Chemie (MPI für Chemie) umbenannt worden ist, zog im Herbst 1949 um.
Josef Mattauch kehrte im Februar 1952 nach Mainz zurück. Er war Physiker und wollte die massenspektrographische Abteilung weiter ausbauen. Er räumte deshalb vom Personal- und Sachetat des Instituts der radiochemischen Abteilung nur einen sehr geringen Teil ein, so dass Straßmann sich außerstande sah, die Arbeiten dieser Abteilung im Sinne der Tradition des Dahlemer Instituts fortzuführen.
Fritz Straßmann schied deshalb auf eigenen Wunsch am 1. April 1953 aus dem MPI für Chemie aus und widmete sich nun ausschließlich seiner Lehr- und Forschungstätigkeit an der Universität Mainz, vor allem dem Auf- und Ausbau des anorganisch-chemischen Instituts.

## Forschung und Lehre an der Johannes Gutenberg-Universität
Vom damaligen Mainzer Erzbischof und Kurfürsten Diether von Isenburg war 1477 in Mainz eine Universität eröffnet worden, die jedoch nach jahrhundertelangem Bestehen in den Wirren nach der französischen Revolution zum Erliegen kam.
Nach dem Zweiten Weltkrieg wurde durch die Militärregierung der französischen Besatzungszone diese Universität in Mainz wiederbelebt und am 22. Mai 1946 auf dem Gelände einer ehemaligen Flak-Kaserne unter dem Namen „Johannes Gutenberg-Universität“ eröffnet. 1946 konnten jedoch nur die Gebäude und Hörsäle für die beiden theologischen Fakultäten sowie die juristische und philosophische Fakultät hergerichtet werden, die anderen Fakultäten waren provisorisch untergebracht.

### Die ersten Nachkriegsjahre
Fritz Straßmann war in der Zeit des Nationalsozialismus eine Habilitation an der Friedrich-Wilhelms-Universität Berlin wegen seiner antinationalsozialistischen Einstellung verweigert worden. Anlässlich der Vorbesprechungen an der Johannes Gutenberg-Universität Mainz im Sommer 1946 wegen der Verlagerung des Kaiser-Wilhelm-Instituts für Chemie dorthin war er vom Gründungsrektor gefragt worden, ob er bereit sei, als o. Professor an die Universität zu kommen und hier die Chemie „quasi aus dem Nichts“ aufzubauen.
Straßmann sagte zu, der Rektor verzichtete auf ein Habilitationsverfahren und die Berufung wurde bereits zum 1. Juli 1946 ausgesprochen. Straßmann wurde zum Ordinarius und Leiter des Chemischen Instituts ernannt, das in dieser Aufbauphase aus den Abteilungen für anorganisch-analytische Chemie, organische Chemie und physikalische Chemie bestand. Die Lehrstühle für organische und physikalische Chemie wurden erst zum Wintersemester 1946/47 besetzt; die Umwandlung in eigene Institute erfolgt für die drei Abteilungen in den Jahren 1948 bis 1951.
Straßmann begann den Lehrbetrieb für anorganische und analytische Chemie im Wintersemester 1946/47 in der Aula der Universität. 1947 konnte im Chemiesaal eines Mainzer Gymnasiums das erste Laboratorium mit Arbeitsplätzen für 35 Studenten in Betrieb genommen werden. Dem Rest von etwa 200 bis 300 Chemiestudenten wurde erlaubt, die erforderlichen Experimentalarbeiten in Schulen, Werkslaboratorien oder Apotheken unter entsprechender Aufsicht auszuführen. Manche zum Praktikumsbetrieb notwendigen Chemikalien kaufte Straßmann persönlich in der amerikanisch besetzten Zone in Frankfurt; der Inhalt seines Rucksacks wurde hin und wieder von der Militärpolizei kontrolliert. Zwischen 1947 und 1948 wurden dann in Kellerräumen der Universität 60 Arbeitsplätze für die anorganischen Anfängerpraktika eingerichtet.

### Institut für Anorganische Chemie
Im Sommer 1949 waren einige Garagen der ehemaligen Kaserne zu einem kleinen Institut für Anorganische Chemie umgebaut, es gab dort nun auch erste Arbeitsplätze für Diplomanden und Doktoranden. In seiner Eigenschaft als Leiter der radiochemischen Abteilung des benachbarten MPI für Chemie konnte Straßmann einigen seiner Doktoranden auch dort einen Arbeitsplatz zur Verfügung stellen.
Zum Wintersemester 1950/51 erhielt das Institut für Anorganische Chemie ein Extraordinariat für Analytische Chemie, das mit Wilhelm Geilmann, einem der Lehrer Straßmanns an der TU Hannover, besetzt werden konnte. Geilmann übernahm die Leitung der immer noch spärlich ausgestatteten analytischen Laboratorien und entlastete Straßmann von der Betreuung der Anfängerpraktika und den Vorlesungen in analytischer Chemie. Die Arbeitsplatzsituation für die Studierenden besserte sich 1952/53, nachdem ein erster Neubau des Instituts für Anorganische Chemie fertiggestellt war; bei der Beschaffung moderner Messgeräte aus den USA half der Marshallplan.

### Institut für Anorganische Chemie und Kernchemie
Nach seinem Ausscheiden aus dem Max-Planck-Institut baute Straßmann nun an der Universität sein ureigenstes Arbeitsgebiet Kernchemie mit dem Ziel auf, dort die Tradition des Kaiser-Wilhelm-Instituts für Chemie fortzusetzen. Auf seine Initiative hin und mit Unterstützung des Vorstands der BASF in Ludwigshafen bewilligte die Landesregierung Rheinland-Pfalz der Universität aus dem Körperschaftssteueraufkommen dieser Firma erhebliche Finanzmittel zum Aufbau der Chemischen Institute einschließlich einer modernen kernchemischen Abteilung. So entstanden Mitte der fünfziger Jahre die überhaupt ersten Neubauten auf dem Universitätsgelände. Gleichzeitig stellte die Deutsche Forschungsgemeinschaft die Mittel für einen kommerziellen Neutronengenerator, einen „Drucktank-Kaskadenbeschleuniger“ bereit, der als Neutronenquelle für vertiefte Studien der Kernspaltung benötigt wurde. Die Umbenennung des Instituts für Anorganische Chemie in „Institut für Anorganische Chemie und Kernchemie“ (1960) trug dem Rechnung.
Die ereignisreiche Zeit der 1950er-Jahre wurde im April 1956 vom Tod Maria Straßmanns überschattet. 1959 heiratete Straßmann die Journalistin Irmgard Hartmann. Im April 1957 war Straßmann einer der Unterzeichner der Göttinger Erklärung, in der sich achtzehn führende deutsche Kernforscher gegen die Absicht der Bundesregierung wandten, die Bundeswehr atomar zu bewaffnen.

#### Forschungsreaktor
Mitten in dieser Phase, im Herbst 1955, gaben die Atommächte auf der UNO-Konferenz „Peaceful Uses of Atomic Energy“ in Genf das Know-how der Reaktortechnik frei; danach wurden Forschungsreaktoren kommerziell angeboten. Straßmann hielt sich jedoch zurück; ihm schienen diese Anlagen noch zu komplex und zu wenig auf die Bedürfnisse kernchemischer Arbeiten ausgerichtet zu sein. Einen ihm geeignet erscheinenden Reaktor fand er dann aber 1958 auf der zweiten Genfer UNO-Konferenz bei der Firma General Atomics (San Diego/California); er wurde in der begleitenden Ausstellung in Betrieb gezeigt. Ein Besuch der Firma in den USA Ende 1959 bekräftigte diese Wahl.
Der vorgesehene Typ TRIGA Mark II-Kernreaktor ist ein „Schwimmbad“-Reaktor mit etwa 70 Brennelementen, die am Boden eines 6 m hohen Wassertanks angeordnet sind. Sie enthalten etwa 2,3 kg Uran, dessen Gehalt an Uran-235 auf 20 % angereichert ist. Im Dauerbetrieb beträgt seine Leistung maximal 100 kW. Das Besondere an dem Reaktor ist die Möglichkeit, ihn auch im Impulsbetrieb zu fahren. Hierzu kann die Leistung des Reaktors für den Bruchteil einer Sekunde auf bis zu 250 MW erhöht werden. Der Impulsbetrieb dient unter anderem zur Untersuchung kurzlebiger Spaltprodukte mit Halbwertszeiten bis herab in den Sekunden- und Zehntelsekundenbereich. Sie werden mit voll automatisierten Trennmethoden innerhalb weniger Sekunden aus dem durch die kurze, aber sehr intensive Neutronenbestrahlung gebildeten komplexen radioaktiven Gemisch isoliert. Diese „schnelle Chemie“ wird zu einem Markenzeichen der Mainzer Kernchemie, an die auch das im Gebäude verlegte Rohrpost-System erinnert.
Bis zur Lieferung und Inbetriebnahme des Forschungsreaktors Mainz (FRMZ) vergingen jedoch mehr als sieben Jahre, die für Straßmann mit langwierigen Verhandlungen, Gebäudeplanungen, dem Einholen von Gutachten und Genehmigungen und dem geduldigen Warten auf einen günstigen Bescheid angefüllt waren.

### Institut für Kernchemie

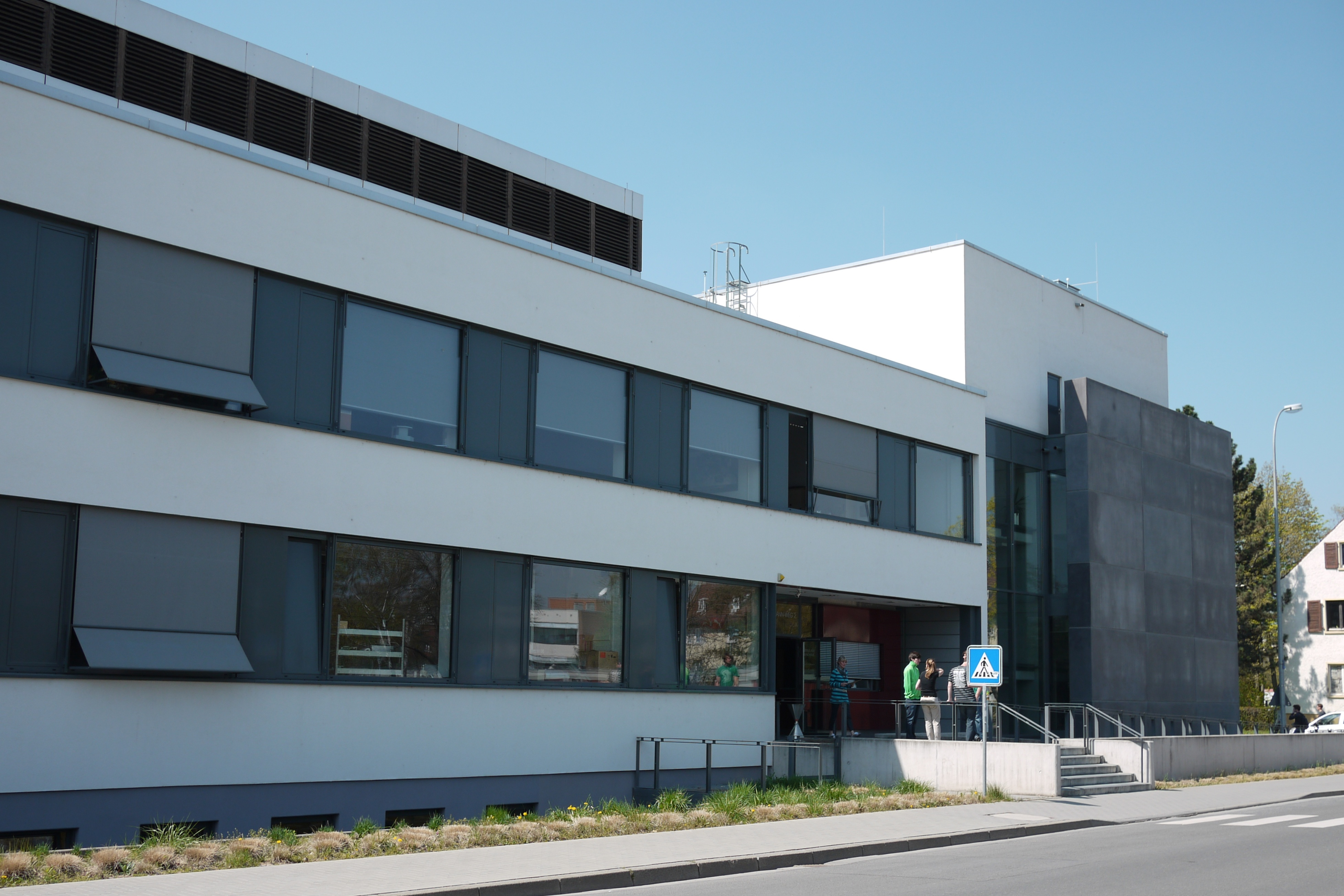
Institut für Kernchemie

Die Einweihung des Reaktors fand am 3. April 1967 statt; Straßmann und seine Mitarbeiter hatten sich einen früheren Termin erhofft. Er war jedoch bereit, seine anstehende Emeritierung um drei Jahre zu verschieben, um während dieser Zeit die Überleitung des Reaktors und der kernchemischen Abteilung in ein selbständiges Institut für Kernchemie voranzubringen und die Amtsgeschäfte seinem Nachfolger zu übergeben. Die hiermit verbundene Teilung des bisherigen Straßmann-Instituts in zwei voneinander unabhängige Institute, das „Institut für Anorganische Chemie und Analytische Chemie“ und das „Institut für Kernchemie“ erfolgte allerdings erst 1972.
Nach seiner Emeritierung (1970) behielt Straßmann seine direkt neben dem Reaktor gelegene Wohnung auf dem Universitätsgelände. Er hatte nun mehr Zeit für Gartenarbeit und Violinspiel und ging für einige Jahre bei seinen Schülern in die Lehre, um wenigstens die nunmehr üblichen Methoden der Kernchemie genauer kennenzulernen. Für eigene Forschungsarbeiten am Reaktor war es für ihn allerdings zu spät.
Nach langer Krankheit starb Straßmann am 22. April 1980 in Mainz.
Die Gesellschaft Deutscher Chemiker hat im Rahmen ihres Programms „Historische Stätten der Chemie“ folgende Tafel am Mainzer Institut für Kernchemie angebracht:

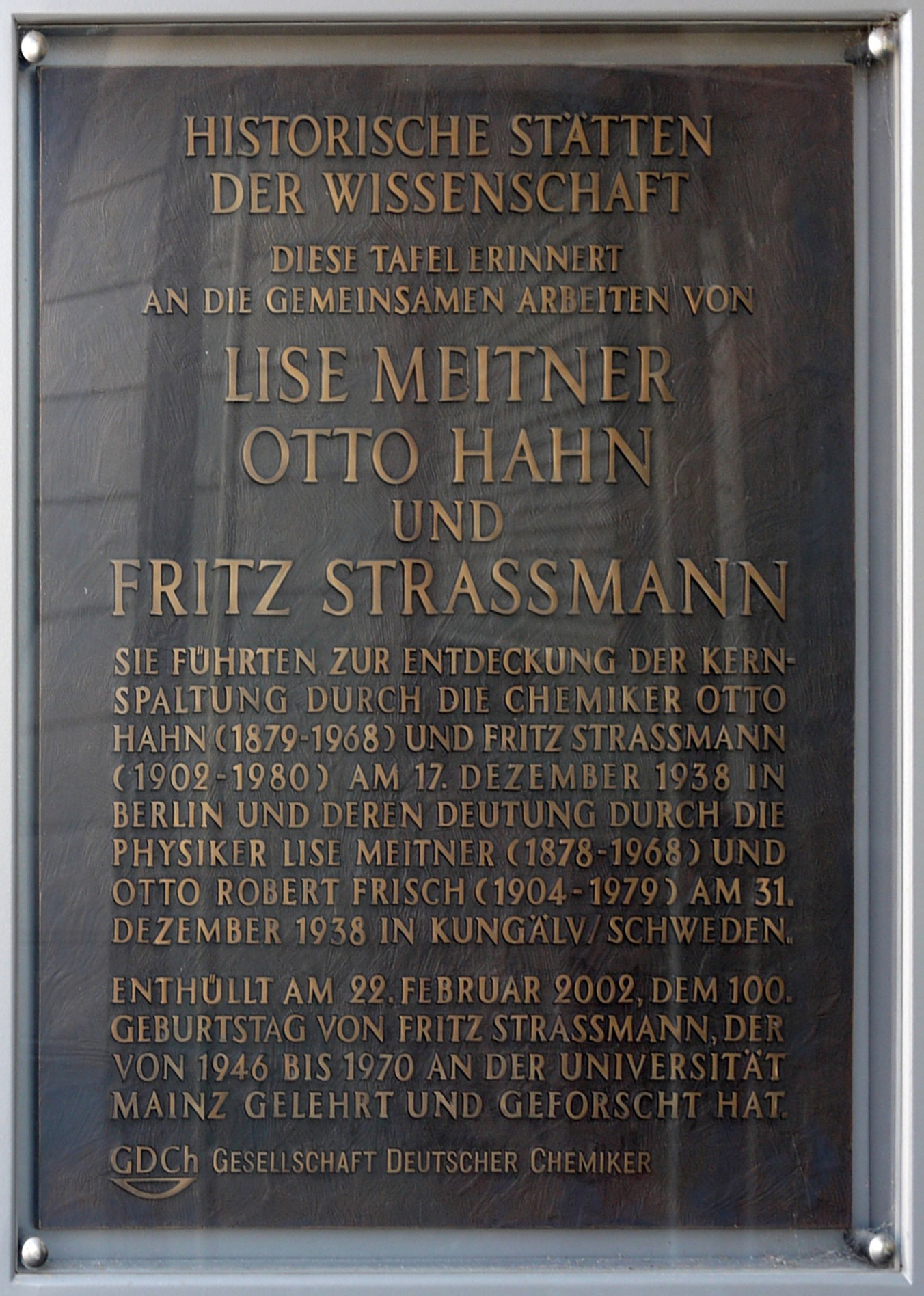
Gedenktafel der GDCh

## Veröffentlichungen
Es wird hier nur eine Auswahl solcher Veröffentlichungen von Fritz Straßmann aufgeführt, die in keinem unmittelbaren Zusammenhang mit der Suche nach Transuranen und der Entdeckung der Kernspaltung stehen. Über Veröffentlichungen zu diesen letztgenannten Themen wird in dem Artikel über die Entdeckung der Kernspaltung berichtet.
Von einer Aufzählung der Veröffentlichungen der Diplomanden und Doktoranden Fritz Straßmanns wird hier abgesehen. Entgegen der sonst üblichen Tradition verzichtete Straßmann nämlich bei diesen Arbeiten auf die Hinzusetzung seines Namens. Eine Nennung nur der wenigen Berichte, bei denen dies doch geschehen ist, würde den Gesamteindruck über die unter seiner Anregung angefertigten Forschungsarbeiten verfälschen.
- H. Braune, F. Straßmann: Über die Löslichkeit von Jod in gasförmiger Kohlensäure. In: Zeitschrift für Physikalische Chemie. A143, 1929, S. 225–243.
- F. Straßmann: Einige neue Anwendungsmöglichkeiten der Emaniermethode. In: Die Naturwissenschaften. Nr. 19, 1931, S. 502–504.
- F. Straßmann: Untersuchungen über Oberflächengröße und Gitterveränderungen kristallisierter Salze nach der Emaniermethode von Hahn. In: Zeitschrift für Physikalische Chemie. B26, 1934, S. 353–361.
- F. Straßmann: Untersuchungen über den Zusammenhang zwischen Gitterstruktur und Gasdurchlässigkeit organischer Salze nach der Emaniermethode von Hahn. In: Zeitschrift für Physikalische Chemie. B26, 1934, S. 362–372.
- F. Straßmann, E. Walling: Die Abscheidung des reinen Strontiumisotops 87 aus einem alten rubidiumhaltigen Lepidolith und die Halbwertszeit des Rubidiums. In: Berichte der Deutschen Chemischen Gesellschaft. 71B, 1938, S. 1–9.
- F. Straßmann, M. Straßmann-Heckter: Barium. In: Handbuch der Analytischen Chemie. Dritter Teil: Quantitative Bestimmungs- und Trennungsmethoden. Band IIa: Elemente der zweiten Hauptgruppe. Springer-Verlag, Berlin 1940, S. 365–402.
- F. Straßmann: Die Auffüllung und Erweiterung des periodischen Systems. In: Die Naturwissenschaften. Nr. 29, 1941, S. 492–496.
- O. Hahn, F. Straßmann, J. Mattauch, H. Ewald: Geologische Altersbestimmungen nach der Strontiummethode. In: Forschungen und Fortschritte. Nr. 18, 1942, S. 353–355.
- S. Knoke, F. Straßmann: Hermann Braune zum 60. Geburtstag. In: Zeitschrift für Naturforschung A. 2, 1947, S. 183–184 (online).
- F. Straßmann: Friedliche Chemie der Atomkerne. In: Mainzer Universitätsreden. Nr. 14. Kupferberg, Mainz 1949.
- F. Straßmann: Zur Erforschung der Radioaktivität. Lise Meitner zum 75. Geburtstag. In: Angewandte Chemie. Nr. 66, 1954, S. 93–95.
- F. Straßmann: Otto Hahn zum 80. Geburtstag. In: Mitteilungen aus der Max-Planck-Gesellschaft. Nr. 1, 1959, S. 18–19.
- H. J. Born, F. Straßmann: Otto Hahn (1879-1968). In: Radiochimica Acta. Nr. 9/2, 1968, S. 2.
- A. Klemm, F. Straßmann: Otto Hahn zum Gedächtnis. In: Zeitschrift für Naturforschung A. 24, 1969, S. 485–494 (online).
- F. Straßmann: Wie die Atomspaltung entdeckt wurde. In: Jahrbuch der Vereinigung Freunde der Universität Mainz. 1969, S. 50–54.
- F. Straßmann, G. Herrmann: Das Institut für Kernchemie und der Reaktor. In: Fritz Krafft (Hrsg.): Mathematik und Naturwissenschaften an der Johannes Gutenberg-Universität. Steiner, Wiesbaden 1977, S. 51–55.

Seit den sechziger Jahren war er Mitherausgeber der Blätter für deutsche und internationale Politik.

## Ehrungen
- 1960: Überreichung des Stadtsiegels der Heimatstadt Boppard
- 1966: Verleihung des Enrico-Fermi-Preises der US-Atomenergie-Kommission an Lise Meitner, Otto Hahn und Fritz Straßmann
- 1972: Ernennung zum Ehrenbürger der Stadt Mainz
- 1976: Anfrage der Landesregierung Rheinland-Pfalz, ob er das Bundesverdienstkreuz annehmen würde, von ihm abschlägig beschieden[7]
- 1985: Posthume Vergabe des Titels „Gerechter unter den Völkern“. (Fritz Straßmann und seine Frau hatten im Frühjahr 1943 in ihrer Wohnung in Berlin eine Jüdin zwei Monate verborgen gehalten; sie überlebte den Krieg).
- 2001: Der Kleinplanet 19136 erhält Fritz Straßmann zu Ehren den Namen „(19136) Strassmann“.[8]

Er wurde auch dreimal für den Physik-Nobelpreis und einmal für den Chemie-Nobelpreis nominiert.